# Sofía Prats Cuthbert
Sofía Ester Prats Cuthbert (n. Santiago de Chile, 19 de febrero de 1945) es una política y activista chilena, alcaldesa de Huechuraba entre 1991 y 2000, concejala de la misma comuna entre 2000 y 2004, y embajadora de Chile en Grecia (2004-2010), Chipre (2006-2010) y Serbia (2009-2010).

## Biografía

### Familia y estudios
Hija mayor de Sofía Cuthbert y del militar y político chileno Carlos Prats, comandante en jefe del Ejército de Chile, ministro del interior y de defensa durante el gobierno de Salvador Allende. Tiene dos hermanas, María Angélica (n. 1947) y Hilda Cecilia (n. 1953). En 1964 se casó con Isidoro Cuadrado Mandiola, y tiene cuatro hijos, uno de los cuales es el periodista y político Carlos Cuadrado.
Estudió pedagogía en inglés en la Universidad de Concepción.
El 30 de septiembre de 1974, luego de partir al exilio junto a su familia en Argentina, debido al golpe de Estado en Chile de 1973 que dio inicio a la dictadura militar de Augusto Pinochet, sus padres fueron asesinados por un coche bomba, en el contexto de la Operación Cóndor.

### Activismo
Desde la muerte de sus padres, Sofía junto a sus dos hermanas se volcaron a la misión de buscar a los culpables de su asesinato.
En octubre de 2024, junto a sus hermanas Angélica y Cecilia, publicó Lo que tarde la justicia. El caso Prats-Cuthbert, libro que narra la historia del asesinato de sus padres, Carlos Prats y Sofía Cuthbert en Buenos Aires, en el marco de la Operación Cóndor al inicio de la dictadura militar de Augusto Pinochet. El libro fue lanzado en el Salón de Honor de la Casa Central de la Universidad de Chile, con presencia del subsecretario del Interior, Luis Cordero, y la Ministra de Defensa Nacional del gobierno de Gabriel Boric, Maya Fernández Allende.

## Obras
- 2024: Lo que tarde la justicia. El caso Prats-Cuthbert